# Karl Stodieck
Karl Stodieck (* 19. Februar 1883 in Wiesdorf; † 2. Januar 1964) war ein Architekt, der vor allem für seine Industriearchitektur bekannt ist.

## Leben
Stodiecks Berufsleben begann als Assistent bei Wilhelm Franz.
Von 1928 bis 1945 war er Honorarprofessor für Industriebauten im Lehrgebiet Hoch- und Tiefbau an der Technischen Hochschule zu Berlin.

## Bauten
- 1916–18 Gebäude der C. Lorenz AG am Tempelhofer Hafen
- 1917 Härterei und Hauptgebäude der Fritz Werner AG, Marienfelde
- 1922 Hutfabrik Goldschmidt, Luckenwalde
- 1923 Verwaltungsgebäude der Maschinenfabrik Henry Pels, Erfurt
- 1928 Thermenpalast (mit Hans Poelzig und J. Goldmerstein, Studie / nicht realisiert)